# Лепе
Лепе (шп. Lepe) град је у Шпанији у аутономној заједници Андалузија у покрајини Уелва. Према процени из 2017. у граду је живело 27 409 становника.

## Становништво
Према процени, у граду је 2017. живело 27 409 становника.
| 2017.  |
| ------ |
| 27.409 |